# Ascoli Calcio 1898 1999-2000
Questa voce raccoglie le informazioni riguardanti l'Ascoli Calcio 1898 nelle competizioni ufficiali della stagione 1999-2000.

## Stagione
Dopo l'arrivo di Roberto Benigni alla presidenza la stagione precedente, l'Ascoli si presenta all'avvio del campionato di Serie C1 1999-2000 con una squadra decisamente migliore anche se non appare al livello delle favorite del girone B, Ancona, Palermo e Viterbese. Dal mercato sono arrivati Enrico Maria Amore, Stefano Bono e Eddy Baggio, in prestito dall'Ancona. La stagione parte in sordina: l'Ascoli viene eliminato dalla Coppa Italia Serie C nella fase a gironi e dopo tre giornate è in coda alla classifica in campionato. Alla quarta giornata però arriva una spettacolare vittoria per 4-0 contro l'Avellino: da quel momento in poi la squadra di Ferrari inanella una serie di risultati positivi e mostra probabilmente il calcio più spettacolare del torneo, grazie alle invenzioni di Amore e ai gol di Eddy Baggio che chiuderà la stagione segnandone 23. Dopo un girone di ritorno in cui perde una sola partita, l'Ascoli chiude al 3* posto in campionato, qualificandosi ai play-off. La semifinale dei play-off vede l'Ascoli eliminare la Viterbese di Luciano Gaucci, guadagnando la finale dove troverà la rivale Ancona, per uno storico derby ad eliminazione. L'11 giugno 2000 allo Stadio Renato Curi di Perugia va in scena la finale. La rivalità tra le squadre, la posta in palio e gli oltre 15.000 spettatori sugli spalti, rendono la partita molto tesa. L'incontro termina sullo (0-0) dopo i 90 minuti regolamentari e si va ai supplementari. Al 112' Eddy Baggio porta in vantaggio l'Ascoli sugli sviluppi di un calcio d'angolo. La partita sembra conclusa, anche perché l'Ancona perde il suo uomo migliore, Cristian La Grottería, per proteste, ma ad un minuto dal termine, dopo un rimpallo dei difensori ascolani, Mirko Ventura tira dal limite e segna, pareggiando la partita. L'incontro si conclude (1-1) e l'Ancona va in Serie B per il miglior piazzamento in campionato.

## Divise e sponsor
Lo sponsor tecnico è Legea, mentre lo sponsor ufficiale è Carisap
| 1ª divisa |

## Rosa
| N. |                     | Ruolo | Calciatore        |
| -- | ------------------- | ----- | ----------------- |
|    | Svizzera (bandiera) | P     | Patrick Bettoni   |
|    | Italia (bandiera)   | P     | Nicola Dibitonto  |
|    | Italia (bandiera)   | D     | Salvatore Alfieri |
|    | Italia (bandiera)   | D     | Antonio Aloisi    |
|    | Italia (bandiera)   | D     | Giovanni Bucaro   |
|    | Italia (bandiera)   | D     | Peter Livon       |
|    | Italia (bandiera)   | D     | Andrea Da Rold    |
|    | Italia (bandiera)   | D     | Maurizio Lauro    |
|    | Italia (bandiera)   | D     | Claudio Maretti   |
|    | Italia (bandiera)   | D     | Marco Ogliari     |
|    | Italia (bandiera)   | D     | Luca Luzardi      |
|    | Italia (bandiera)   | C     | Mattia Rinaldini  |
|    | Italia (bandiera)   | C     | Stefano Bono      |

| N. |                     | Ruolo | Calciatore           |
| -- | ------------------- | ----- | -------------------- |
|    | Italia (bandiera)   | C     | Antonio Bitetti      |
|    | Italia (bandiera)   | C     | Davide Carfora       |
|    | Italia (bandiera)   | C     | Mario Caruso         |
|    | Italia (bandiera)   | C     | Angelo Cimadomo      |
|    | Italia (bandiera)   | C     | Roberto Marta        |
|    | Italia (bandiera)   | C     | Alessandro Gambadori |
|    | Italia (bandiera)   | C     | Marco Mancinelli     |
|    | Italia (bandiera)   | C     | Enrico Maria Amore   |
|    | Italia (bandiera)   | A     | Alessio Frati        |
|    | Italia (bandiera)   | A     | Eddy Baggio          |
|    | Italia (bandiera)   | A     | Sossio Aruta         |
|    | Italia (bandiera)   | A     | Giovanni Pompei      |
|    | Svizzera (bandiera) | A     | Giuseppe Perrone     |

## Risultati

### Campionato

#### Girone di andata
| Arbitro: | Cruciani (Pesaro) |

|               |           |  |
| D'Ainzara 24’ | Marcatori |  |

| Arbitro: | Griselli (Livorno) |

|  |           |             |
|  | Marcatori | 55’ Furiani |

| Arbitro: | Ioseffi (Siena) |

|                           |           |                    |
| Costantini 6’ Tedoldi 85’ | Marcatori | 10’, 31’ E. Baggio |

| Arbitro: | Trefoloni (Siena) |

|                                                            |           |  |
| Portanova 15’ (aut.) E. Baggio 44’, 90+3’ Aruta 73’ (rig.) | Marcatori |  |

| Arbitro: | Ferraro (Crotone) |

|                                   |           |  |
| E. Baggio 13’ Amore 17’ Aruta 74’ | Marcatori |  |

| Arbitro: | Palmieri (Cosenza) |

|  |           |                    |
|  | Marcatori | 31’, 68’ E. Baggio |

| Arbitro: | Maselli (Lucca) |

|                                                  |           |  |
| E. Baggio 18’, 75’ Bono 25’ Aruta 38’ Aloisi 43’ | Marcatori |  |

| Arbitro: | Cruciani (Pesaro) |

|                            |           |                            |
| Califano 58’ Battaglia 59’ | Marcatori | 80’ E. Baggio 90+2’ Bucaro |

| Arbitro: | Ioseffi (Siena) |

|                      |           |              |
| E. Baggio 33’ (rig.) | Marcatori | 44’ Fabbrini |

| Arbitro: | Niccolai (Livorno) |

|             |           |           |
| Gennari 59’ | Marcatori | 40’ Amore |

| Arbitro: | Ponzalli (Firenze) |

|          |           |               |
| Frati 7’ | Marcatori | 90+3’ Cicconi |

| Arbitro: | N. Ayroldi (Molfetta) |

|                                    |           |                                          |
| Zampagna 51’ Marziano 90+4’ (rig.) | Marcatori | 42’ (rig.) E. Baggio 49’ Amore 86’ Frati |

| Arbitro: | Ardito |

|                       |           |                        |
| Montervino 85’ (rig.) | Marcatori | 45+1’ (rig.) E. Baggio |

| Arbitro: | Dondarini (Finale Emilia) |

|                           |           |                 |
| E. Baggio 48’, 75’ (rig.) | Marcatori | 72’ Menolascina |

| Arbitro: | Dattilo (Locri) |

|                     |           |            |
| Pilleddu 63’ (rig.) | Marcatori | 15’ Aloisi |

| Arbitro: | Palmieri (Cosenza) |

|               |           |                                |
| Rinaldini 53’ | Marcatori | 3’ (rig.) Antonioli 15’ Rinino |

| Arbitro: | Ambrosino (Torre del Greco) |

|  |           |                         |
|  | Marcatori | 40’ Amore 77’ E. Baggio |

#### Girone di ritorno
| Arbitro: | Girardi (San Donà di Piave) |

|                      |           |               |
| E. Baggio 60’ (rig.) | Marcatori | 77’ Santoruvo |

| Arbitro: | Pieri (Genova) |

|  |           |               |
|  | Marcatori | 29’ E. Baggio |

| Arbitro: | Benedetto (Messina) |

|               |           |              |
| E. Baggio 62’ | Marcatori | 14’ Balducci |

| Arbitro: | Ioseffi (Siena) |

|  |           |             |
|  | Marcatori | 90+4’ Frati |

| Arbitro: | Battaglia (Messina) |

|                 |           |            |
| Bertuccelli 35’ | Marcatori | 64’ Bucaro |

| Ascoli Piceno 13 febbraio 2000 23ª giornata | Ascoli            | 0 – 0 | Castel di Sangro | Stadio Cino e Lillo Del Duca\| Arbitro: \| Belloli (Bergamo) \| |
| Arbitro:                                    | Belloli (Bergamo) |       |                  |                                                                 |

| Arbitro: | Trefoloni (Siena) |

|  |           |                      |
|  | Marcatori | 2’ Maretti 25’ Frati |

| Arbitro: | N. Ayroldi (Molfetta) |

|                 |           |             |
| Aruta 7’ (rig.) | Marcatori | 66’ Testini |

| Crotone 12 marzo 2000 26ª giornata | Crotone           | 0 – 0 | Ascoli | Stadio Ezio Scida\| Arbitro: \| Trefoloni (Siena) \| |
| Arbitro:                           | Trefoloni (Siena) |       |        |                                                      |

| Arbitro: | Rizzoli (Bologna) |

|                          |           |                     |
| Aloisi 44’ E. Baggio 73’ | Marcatori | 57’, 76’ Maggiolini |

| Arbitro: | Dondarini (Finale Emilia) |

|           |           |  |
| Zeoli 66’ | Marcatori |  |

| Arbitro: | Palmieri (Cosenza) |

|                         |           |                |
| Amore 62’ E. Baggio 87’ | Marcatori | 60’ Passiatore |

| Arbitro: | Cuttica (Alessandria) |

|                          |           |                             |
| Bucaro 43’ E. Baggio 82’ | Marcatori | 7’ Corallo 86’ La Grottería |

| Arbitro: | Benedetti (Vicenza) |

|             |           |                    |
| Fontana 31’ | Marcatori | 38’ (aut.) Fontana |

| Arbitro: | Pieri (Genova) |

|                                 |           |             |
| Amore 12’ Perrone 22’ Frati 31’ | Marcatori | 58’ Ranalli |

| Arbitro: | Ponzalli (Firenze) |

|                    |           |                  |
| Livon 90+2’ (aut.) | Marcatori | 61’ (rig.) Frati |

| Arbitro: | De Marco (Chiavari) |

|                                               |           |                 |
| Perrone 4’ Bitetti 57’ Quintavalle 68’ (aut.) | Marcatori | 15’ Quintavalle |

### Play-off

#### Semifinale
| Arbitro: | Pieri (Genova) |

|  |           |             |
|  | Marcatori | 90+2’ Frati |

| Arbitro: | Dattilo (Locri) |

|           |           |  |
| Amore 50’ | Marcatori |  |

#### Finale
| Arbitro: | Palmieri (Cosenza) |

|                |           |              |
| E. Baggio 101’ | Marcatori | 119’ Ventura |

### Coppa Italia Serie C

#### Girone L
| Arbitro: | Trefoloni (Siena) |

|                                |           |            |
| Coppola 30’ Ogliari 84’ (aut.) | Marcatori | 70’ Aloisi |

| Arbitro: | Ferone (Terni) |

|                         |           |  |
| E. Baggio 42’ Aruta 46’ | Marcatori |  |

| Arbitro: | Ferrari (Roma) |

|                    |           |               |
| Bitetti 35’ (aut.) | Marcatori | 45+1’ Bitetti |

| Arbitro: | N. Ayroldi (Molfetta) |

|  |           |                  |
|  | Marcatori | 44’ La Grottería |

| 15 settembre 1999 5ª giornata |  | – Turno di riposo Ascoli |  |  |